# Za Kovářskou branou
Za Kovářskou branou (německy Vorstadt hintern Schmidthor) je bývalé předměstí v Kroměříži ve Zlínském kraji. Pod názvem Kroměříž předměstí Za Kovářskou branou se do roku 1858 také jednalo o samostatné katastrální území.

## Historie
Předměstí Za Kovářskou branou vzniklo z dřívějšího Kovářského předměstí a jeho součástí byl prostor jižně a jihovýchodně od vlastní Kroměříže. U cesty do Kotojed byl v roce 1788 zřízen městský hřbitov, který fungoval do roku 1911 (nyní Bezručův park). V první třetině 19. století tvořila předměstí především zástavba jižní strany dnešní ulice 1. máje a dnešního Milíčova náměstí a náměstí Míru. Zastavěn byl rovněž počátek nynější Velehradské ulice a součástí předměstí byla také roztroušená jednotlivá zástavba podél cesty do Kotojed (nyní ulice Kotojedská) a východně od této spojnice. Předměstí bylo pojmenováno podle Kovářské brány, která tvořila hlavní vstup do města (na Riegrovo náměstí a do ulic Kovářské a Jánské) a která se nacházela v prostoru dnešního Masarykova náměstí. Ta byla zbořena v polovině 19. století. Ve té době, v roce 1858, bylo samostatné katastrální území předměstí zrušeno a jeho plocha byla přičleněna ke katastru města.
V průběhu 20. století byl bývalý katastr předměstí, rozkládající se na jih od historického jádra Kroměříže, rozsáhle urbanizován.

## Pamětihodnosti
- Pravoslavný chrám svatého Cyrila a Metoděje
- Nadsklepí
- socha svatého Jana Nepomuckého z roku 1763
- kamenný kříž z 18. století

## Galerie

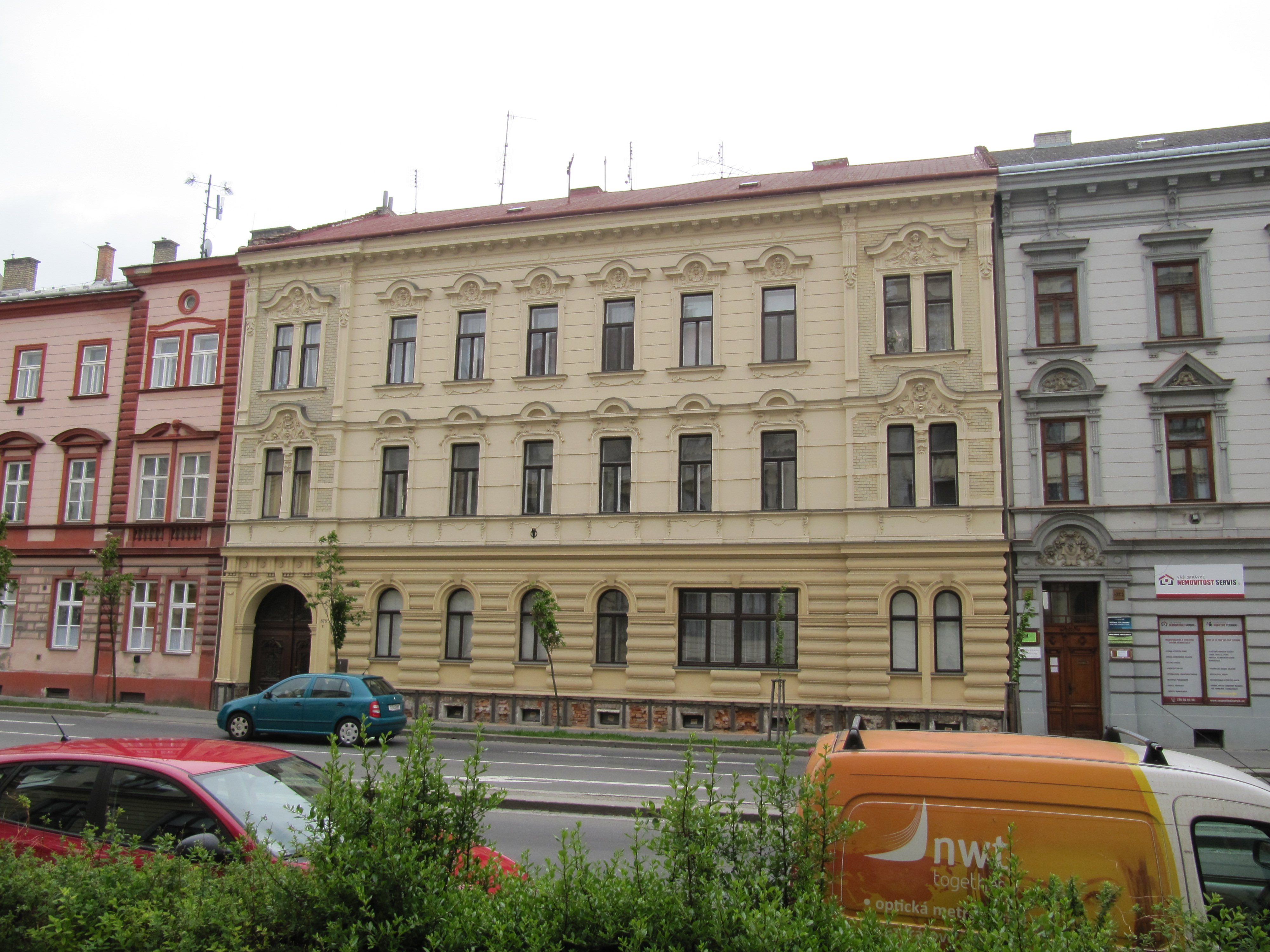
Historizující velkoměstská zástavba v ulici 1. máje
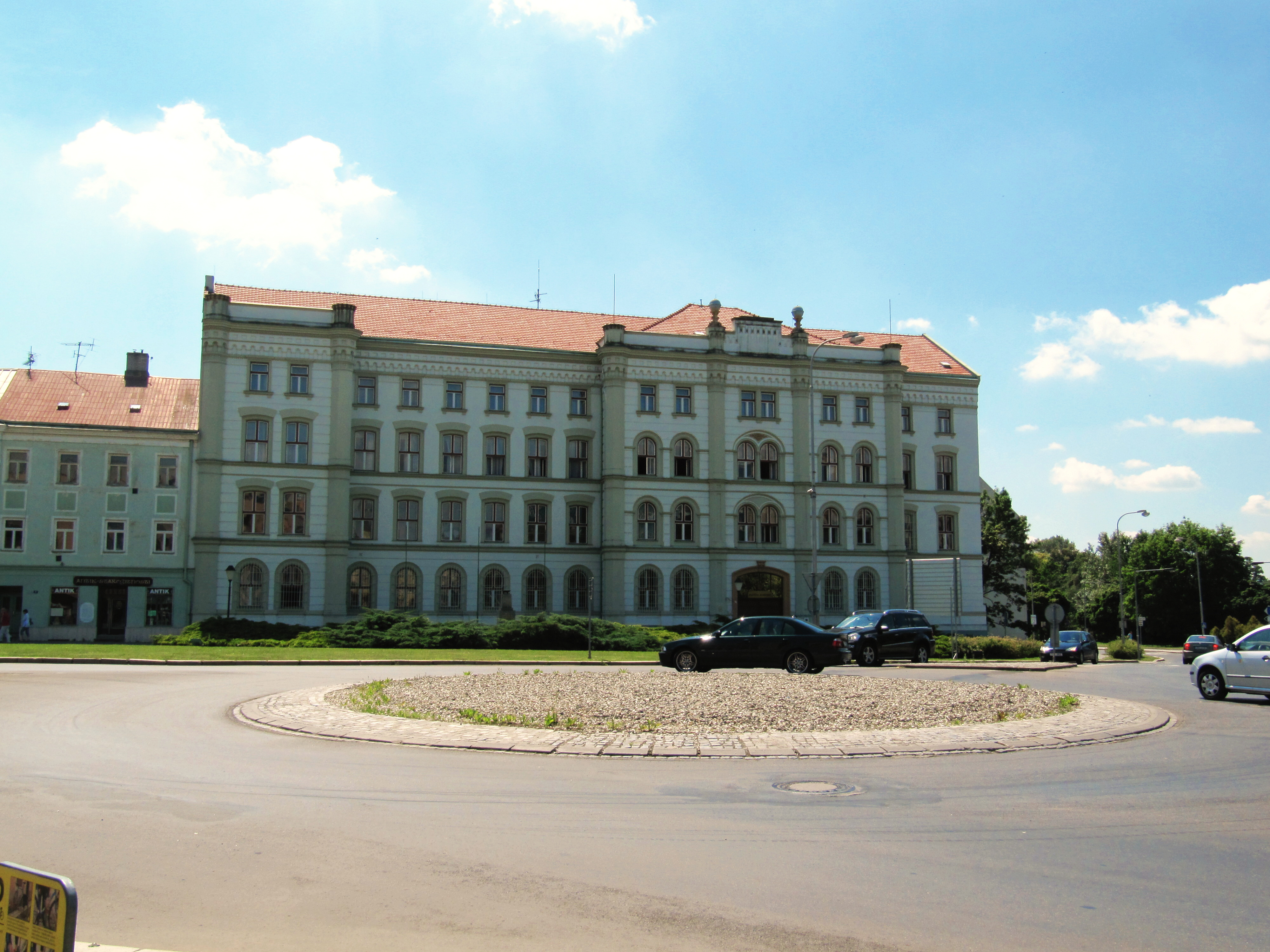
Náměstí Míru s jednou z budov Justiční akademie
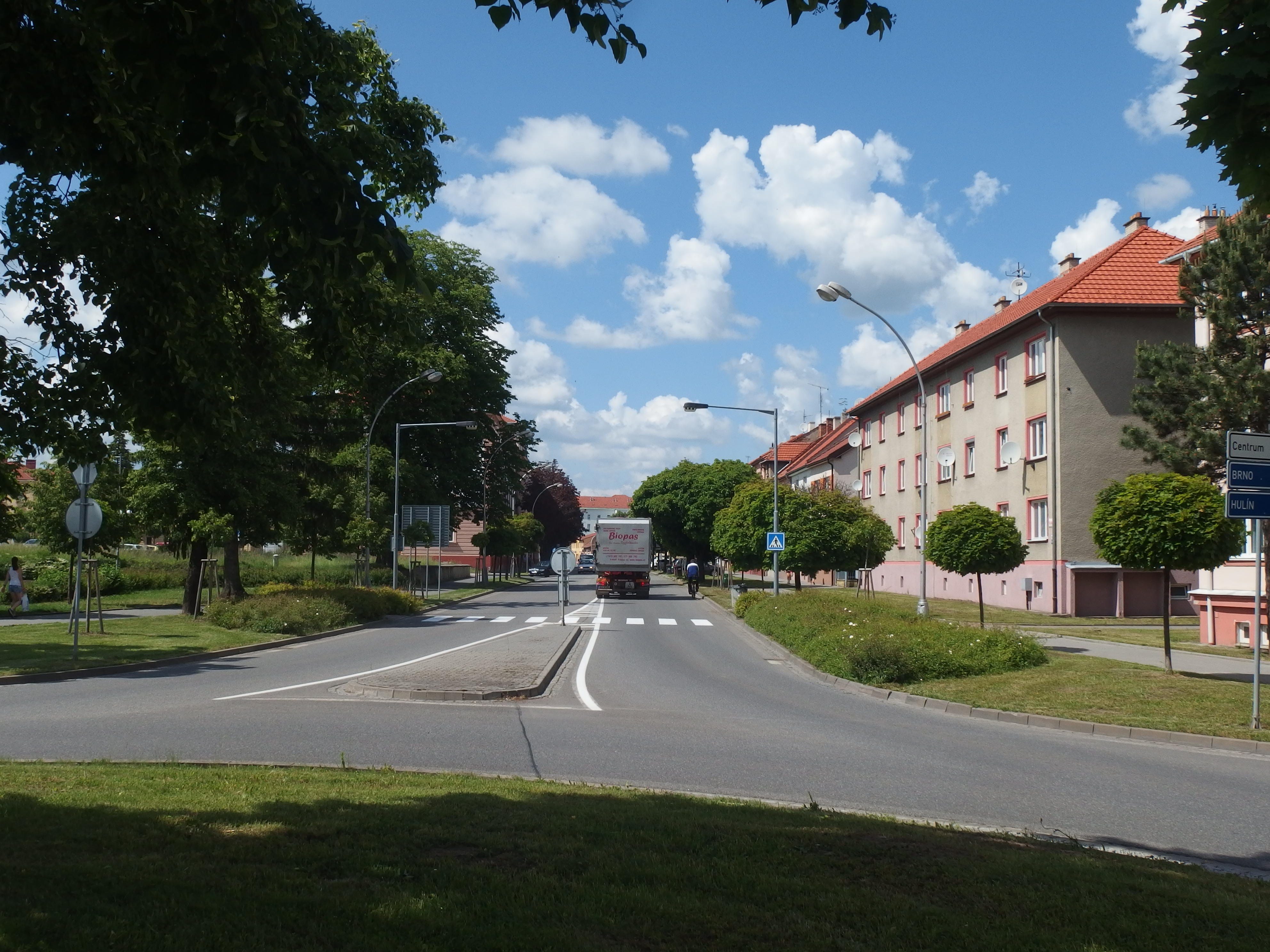
Část Velehradské ulice, zastavěná po druhé světové válce
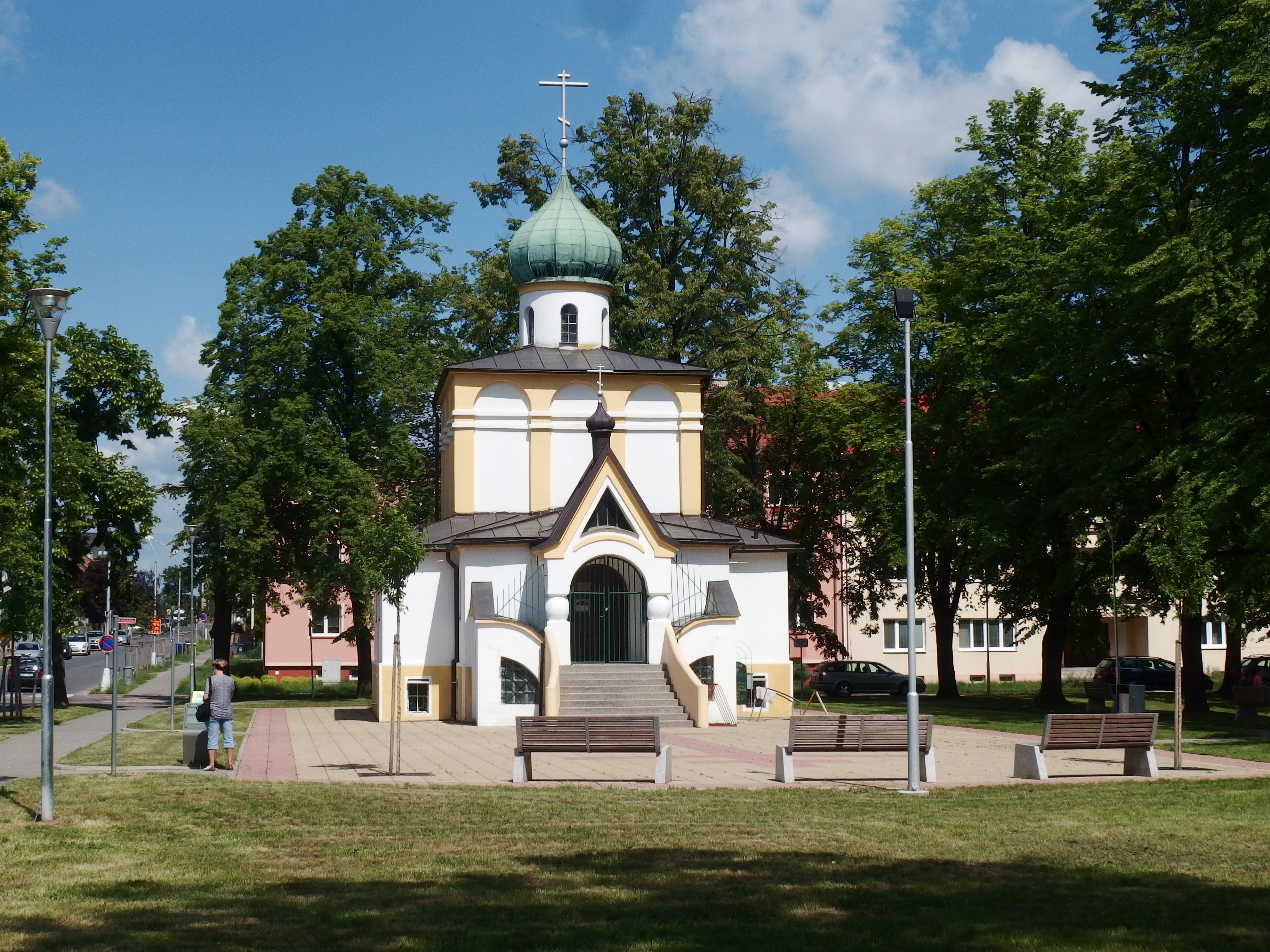
Pravoslavný chrám svatého Cyrila a Metoděje z roku 1948
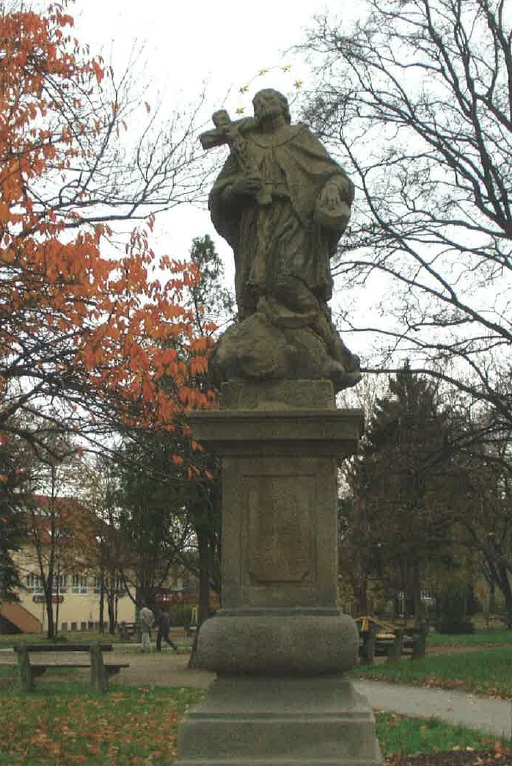
Socha svatého Jana Nepomuckého v Bezručově parku
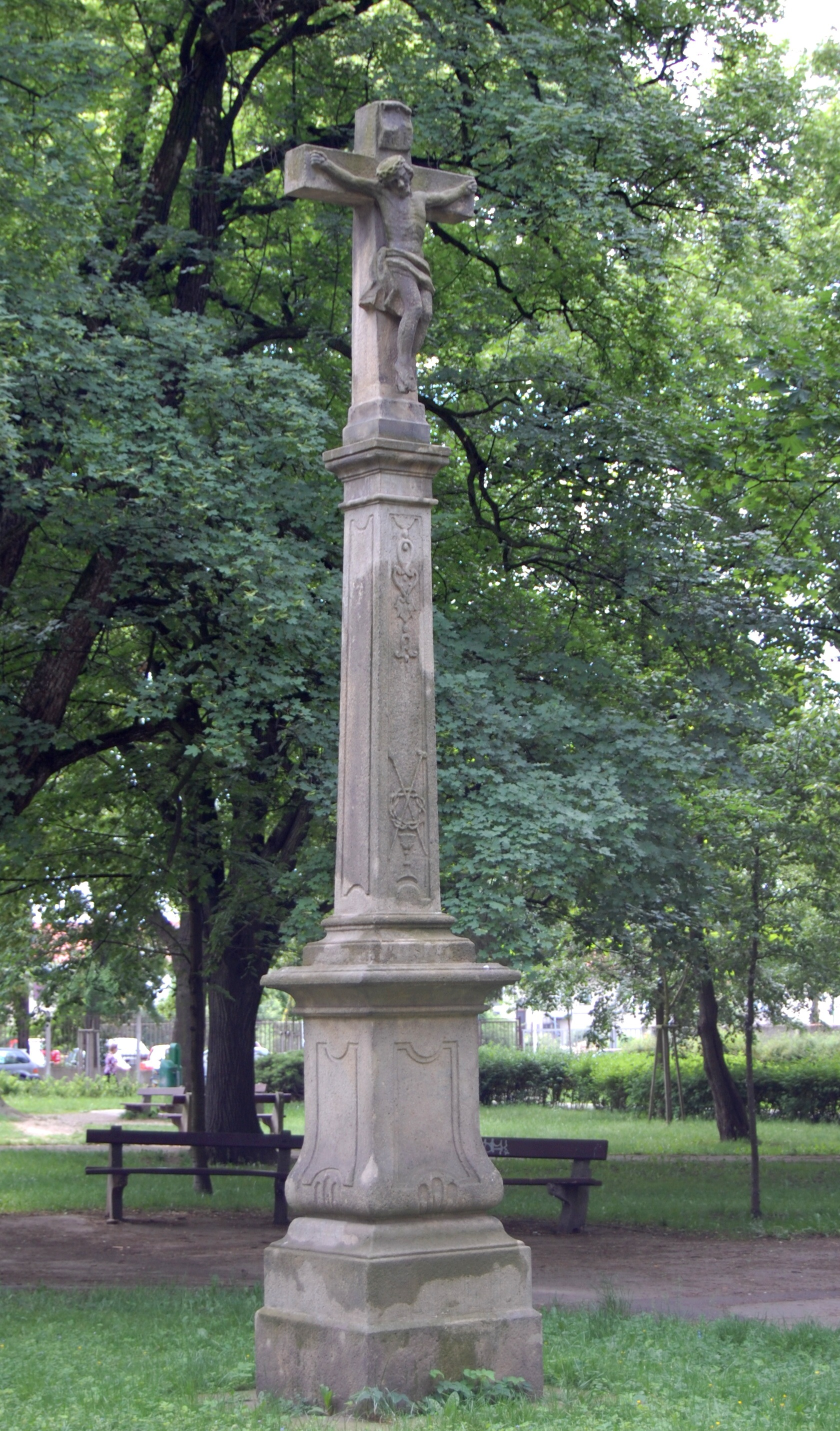
Kamenný kříž z 18. století v Bezručově parku